# 柘田水库
柘田水库是中国江西省吉安市安福县金田乡境内的一座水库，位于肖江支流上，建于1960年。水库正常库容为1370万立方米，平均水深为13.00米，集雨面积为78平方千米，海拔为152米。